# دمیرجی (شاوشات)
دمیرجی (به ترکی استانبولی: Demirci) یک منطقهٔ مسکونی در ترکیه است که در شاوشات واقع شده‌است. دمیرجی ۵۹ نفر جمعیت دارد.